# Сесил Каратанчева
Сесил Радославова Каратанчева е българска тенисистка, родена на 8 август 1989 г. в град София. Неин треньор е баща ѝ, Радослав Каратанчев, който през 2019 година е кандидат кмет за град София. Сесил започва да играе тенис на 5-годишна възраст и до 2009 г. се състезава за България, след което приема казахстанско гражданство и се състезава за Казахстан. От октомври 2014 г. пак започва да представя България. Сесил има 3 сестри.

## Кариера
През 2001 г. печели Ориндж Боул (до 12 г.), като на финала побеждава Алиса Клейбанова. Около половин година тренира в прочутата тенис-школа на Ник Болетиери.
През 2005 г. участва с „Черно море Елит“ в европейското клубно първенство в Рен, Франция, където отборът става европейски шампион в състав Виргиния Трифонова, Сесил Каратанчева, Мария Пенкова и Цветана Пиронкова.
През същата година е обявена за една от най-проспериращите тенисистки в света поради факта, че през 2004 г. печели Ролан Гарос за девойки, а в периода от две години (2004 – 2005) се изкачва от 526 до 35 позиция в ранглистата на Женската тенис асоциация (WTA).
В края на годината е замесена в допинг-скандал от известен френски вестник и отнася наказание от 2 години (от 1 януари 2006 до 31 декември 2007).
През 2008 г. Каратанчева се завръща на корта с победа на турнира в Сърпрайз (Аризона) с награден фонд $25 000, като успява да спечели в неофициален турнир „уайлд кард“ за квалификациите. След тази титла Сесил получава „уайлд кард“ за турнира в Ла Куинта (Калифорния) и отказва да играе за отбора на България за Фед Къп. Отново печели титлата след драматичен финал в два сета срещу Сандра Кльозел, в който първоначално губи с 0 – 4 гейма.
През януари 2009 г. обявява, че поради финансови причини е сключила договор да се състезава за Казахстан срещу 65 000 $ на сезон. През същата година става шампионка на Казахстан на сингъл и на двойки (с Ярослава Шведова).
В края на септември 2014 г. прекратява договора си с Казахстан, а малко след това отново става част от българската федерация и е записана като българска състезателка в различните ранглисти.

## Финали

### Титли на сингъл (7)
| Година | Турнир            | Категория    | Съперник                   | Резултат          |
| 2003   | Волос             | ITF $ 10 000 | Цветана Пиронкова          | 6 – 4 2 – 6 6 – 2 |
| -      | Карсавелос 2      | ITF $ 10 000 | Роса-Мария Андрес-Родригес | 7 – 5 6 – 3       |
| -      | Шънджън           | ITF $ 50 000 | Джън Дзие                  | 7 – 5 1 – 6 6 – 3 |
| 2004   | Палм Бийч Гардънс | ITF $ 50 000 | Саня Мирза                 | 3 – 6 6 – 2 7 – 5 |
| 2008   | Сърпрайз          | ITF $ 25 000 | Анджела Хейнс              | 6 – 2 4 – 6 6 – 4 |
| -      | Ла Куинта         | ITF $ 25 000 | Сандра Кльозел             | 6 – 4 7 – 5       |
| 2011   | Финикс            | ITF $ 75 000 | Мишел Ларшер де Брито      | 6 – 1 7 – 5       |

### Загубени финали на сингъл (6)
| Година | Турнир            | Категория    | Съперник        | Резултат          |
| 2003   | Карсавелос 1      | ITF $ 10 000 | Барбара Поца    | 2 – 6 0 – 6       |
| 2008   | Латина            | ITF $ 50 000 | Ивета Бенешова  | 0 – 6 2 – 6       |
| -      | Палм Бийч Гардънс | ITF $ 25 000 | Соледад Есперон | 4 – 6 1 – 6       |
| 2011   | Клиъруотър        | ITF $ 25 000 | Айла Томлянович | 6 – 7(3) 3 – 6    |
| -      | Грейпвайн         | ITF $ 50 000 | Куруми Нара     | 6 – 1 0 – 6 3 – 6 |
| 2012   | Оспри             | ITF $ 50 000 | Аранча Рус      | 4 – 6 1 – 6       |

### Загубени финали на двойки (1)
| Година | Турнир     | Категория     | Партньор     | Съперник                         | Резултат    |
| 2008   | Бад Гащайн | WTA $ 175 000 | Наташа Зорич | Луцие Храдецка Андрея Хлавачкова | 3 – 6 3 – 6 |